# Zenélő kút (Margit-sziget)
A Bodor-kút avagy zenélő kút a Margit-sziget két zenélő kútja közül az, amelyik a sziget északi, Árpád híd felőli végén helyezkedik el. Ez a sziget hagyományosan „zenélő kútként” ismert látványossága. (A másik zenélő szökőkút a sziget déli, Margit híd felőli végén található.)
A Fővárosi Önkormányzat által 1997-ben az építmény oldalán elhelyezett emléktábla a következőkről tájékoztat:
E kút hű mása Bodor Péter székely ezermester 1820–22-ben Marosvásárhelyt épített és 1911-ben lebontott kútjának. Újraépítette a Főv. Közmunkák Tanácsa (1935–36). Rekonstruálták Páll György és Jankó Gyula. Tatarozta és helyreállította a Városi Tanács (1954).
A kútban hangszórókat rejtettek el, amelyekből minden egész órakor az előző századfordulóra jellemző térzene szól.
2014. szeptember 17-én adták át a felújított kutat a szintén megújult, vele szomszédos japánkerttel együtt.